# پتروفکا (شهرستان کلیوچفسکی، سرزمین آلتای)
پتروفکا (به لاتین: Petrovka) یک منطقهٔ مسکونی در روسیه است که در سرزمین آلتای واقع شده‌است.